# Kasteel de Binckhorst
Kasteel de Binckhorst is een kasteel in de Nederlandse stad Den Haag uit de 17de eeuw met een oorsprong begin 14de eeuw. Het ligt in de wijk Binckhorst, die grenst aan Rijswijk en Voorburg.

## Geschiedenis

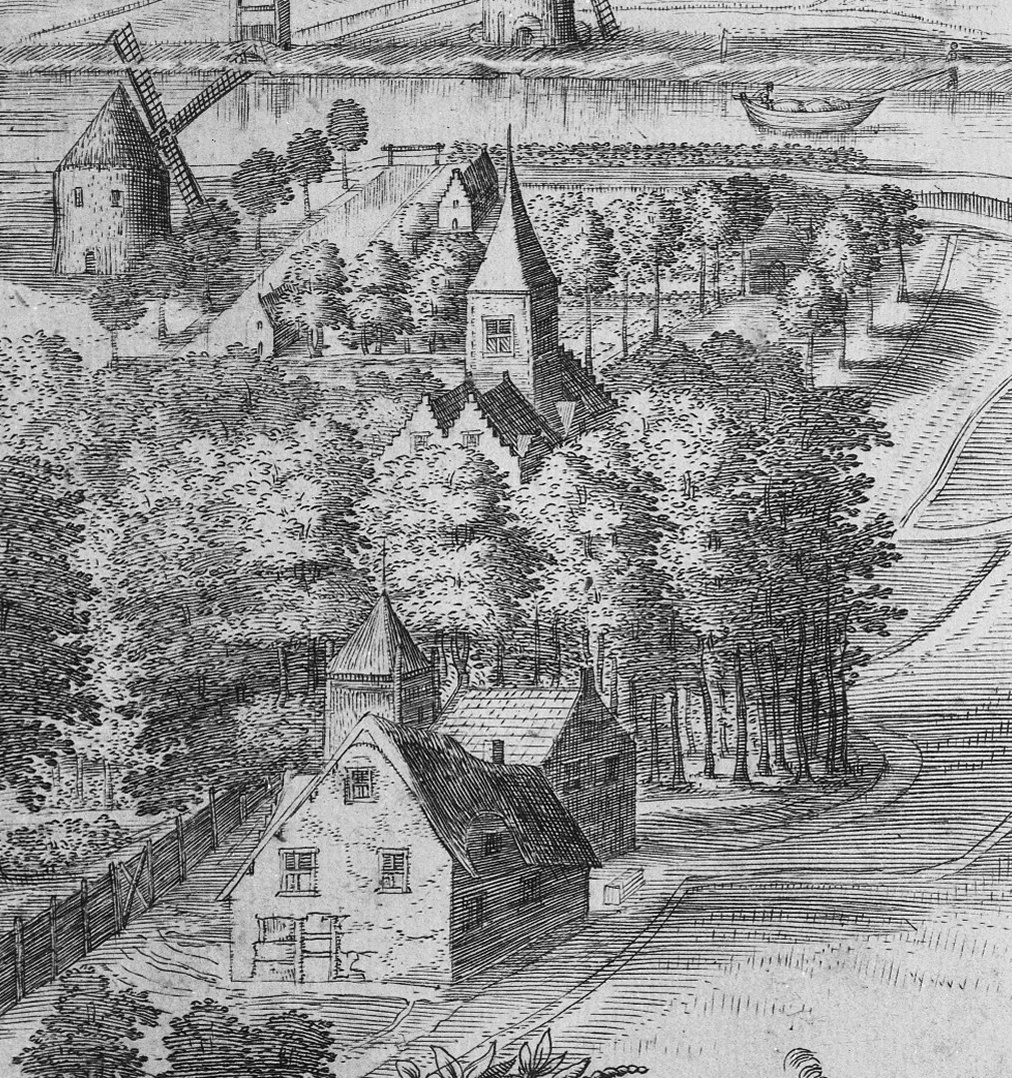
Kasteel De Binckhorst met op voorgrond een boerderij, 1614

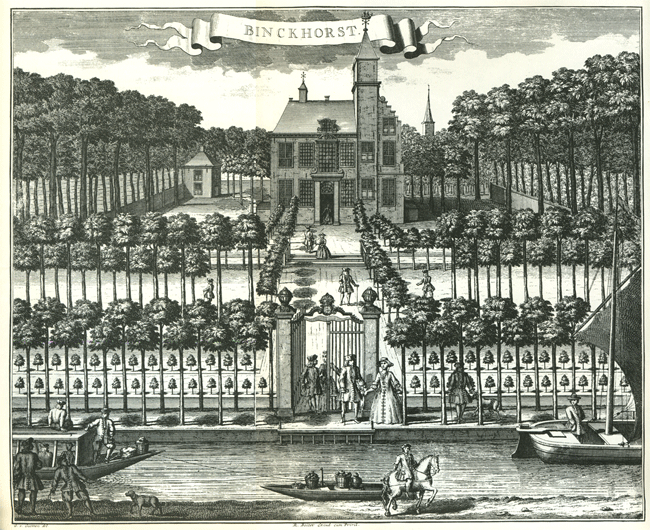
Kasteel aan de Trekvliet, 1735

### Oorsprong
Wanneer kasteel De Binckhorst werd gesticht is onbekend. Het ligt op hetzelfde strandwallencomplex als Forum Hadriani in Voorburg en de oudste sporen in het gebied gaan terug tot het Neolithicum. Het is niet uitgesloten dat de nabij gelegen Binckhorstlaan een voortzetting of opvolger is van een Romeinse weg. De naam Binckhorst wordt het eerst vermeld in 1076. Het woord -horst, dat afkomstig is van het Germaanse woord hursti, verwijst naar een bebost hoger liggend terrein in een moerassig gebied. Het woord bink slaat mogelijk eveneens op 'hoogte'.

### 14de eeuw
De eerste vermelding van het kasteel dateert uit 1308. Graaf Willem III van Holland gaf het in leen aan een van zijn vertrouwelingen, Symon van Benthem. Beneden was een zaal, en boven de eerste verdieping was een toren. Het kasteeltje had wallen en een gracht. Rond 1350 werd het kasteeltje bewoond door Jacob van Rozenburg. Het was de tijd van de Hoekse en Kabeljauwse twisten, en Graaf Willem III belegerde zijn kasteel. Na enkele dagen gaf Van Rozenburg zich al over. Negen jaar later belegerde de Kabeljauwsgezinde stad Delft het kasteel. Nadat ze het kasteel veroverden, staken ze het in brand. Ook de muren verdwenen toen. Na de opstand tegen Spanje werd op de oude grondvesten een nieuw kasteel gebouwd met een slotgracht, waarvan nog een deel bestaat.

### De Trekvliet
Het kasteel ligt aan de Haagse Trekvliet, maar het bestond al voordat deze in 1344-1345 werd gegraven in opdracht van Willem IV van Holland. In de middeleeuwen was het gebied tussen Den Haag en Voorburg een uitgestrekt veengebied achter de duinen. Het veengebied behoorde aan de graven van Holland, die het veen lieten afsteken om het Binnenhof van turf te voorzien.
In 1442 werd de Trekvliet van een kade voorzien, zodat de turf gemakkelijker kon worden ingeladen. De schepen konden via de Trekvliet en het Spui het Binnenhof bereiken.
In 1449 kwam er een dijk langs de Trekvliet met een molen, die het water naar de Trekvliet afpompte en zo ontstond de Binckhorstpolder. In 1459 werd de polder gesplitst in de Binckhorstpolder en de Veenpolder. De Binkhorstpolder kreeg in 1461 een nieuwe molen, en de oude molen bleef de Veenpolder bemalen.
Tot het einde van de 19de eeuw was de hoofdingang van het kasteel aan de kant van de Trekvliet, zoals te zien is op de afbeelding uit 1735. Het vervoer ging in die tijd ook vaak over water. Later kwam de ingang aan de zijkant, aan de huidige Binckhorstlaan.

### De bewoners
De eerste bewoner zou in 1076 Evert van den Binckhorst zijn geweest. Hierna zouden diverse telgen uit dit geslacht er achtereenvolgens hebben gewoond. 
Het kasteel is nooit lang achter elkaar door één familie bewoond geweest. Ridder Simon van Benthem gaf het goed in 1308 aan graaf Willem III van Holland en leende het terug met de grafelijke bescherming bij aanvallen op het kasteel. Vanaf toen mochten de bewoners zich via deze constructie Heer van Binckhorst noemen. In 1464 kwam het kasteel in handen van het geslacht Pous. De langst bewoonde periode is van 1563 - 1678, toen de Vlaamse ridder Willem Snouckaert en zijn afstammelingen er woonden. Willem Snouckaert (1518 - 1565) was Raad-extraordinaris (onbezoldigd raadsheer) bij het Hof van Holland en beheerder van de Keizerlijke Bibliotheek van keizer Karel V. Na het overlijden van Willem Snouckaert kwam Martin Snouckaert van Schauburg in 1565 in het bezit van De Binckhorst. In 1569 schonk hij de ridderhofstad aan zijn broer Jacob Snouckaert. Met hem begint de tak Snouckaert van Binckhorst. Na zijn dood verviel De Binckhorst aan zijn zoon Jacob Snouckaert van Binckhorst (1548 - 1617). Zijn vriend Philibert van Borsselen schrijft in 1613 het eerste hofdicht in Nederland: Den Binckhorst, ofte Het lof des gelucsalighen ende gherustmoedighen Land-Levens aen Jonck-heer Jacob Snouckaert. Het hofdicht bezingt de schoonheid van het kasteel met zijn prachtige tuinen en landerijen met de mooiste planten, fruitbomen en vogels. Jacob Snouckaert liet rond 1616 een nieuwe vleugel aan het kasteel bouwen, maar overleed kort daarop in 1619. De Binckhorst ging daarna over naar zijn zoon Jacob en vervolgens aan nog twee elkaar opvolgende Jacobs uit dezelfde tak (1575 - 1678). Daarna werd Willem van Nobelaer, heer van Wissekerke, die met Wilhelmina Snouckaert was gehuwd, de nieuwe eigenaar. Na zijn overlijden in 1685  kreeg zij het kasteel. In 1690 verkocht zij het aan Henry Du Vernet, ridder, heer van Lavalle. Zoon Henry verkocht kasteel De Binckhorst in 1727 aan Johan Huyman, een Rotterdamse koopman. Hij moderniseerde het gebouw in de stijl van de 18e eeuw. Hierna is het kasteel bewoond door veel eigenaren, die geen of weinig onderhoud aan het gebouw en de tuinen pleegden, zodat het verval inzette.

### 20ste eeuw

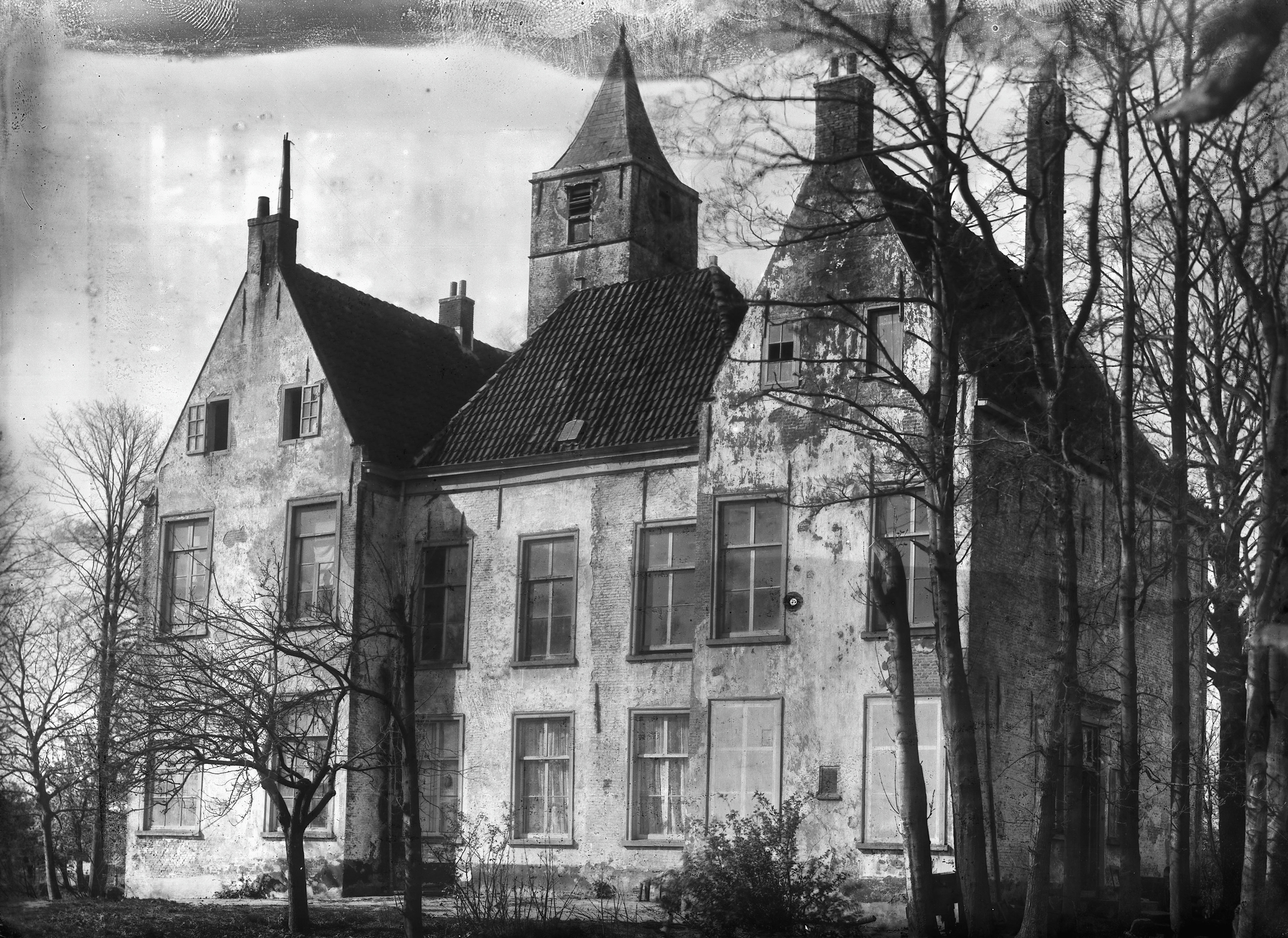
1912: Het kasteel in vervallen toestand

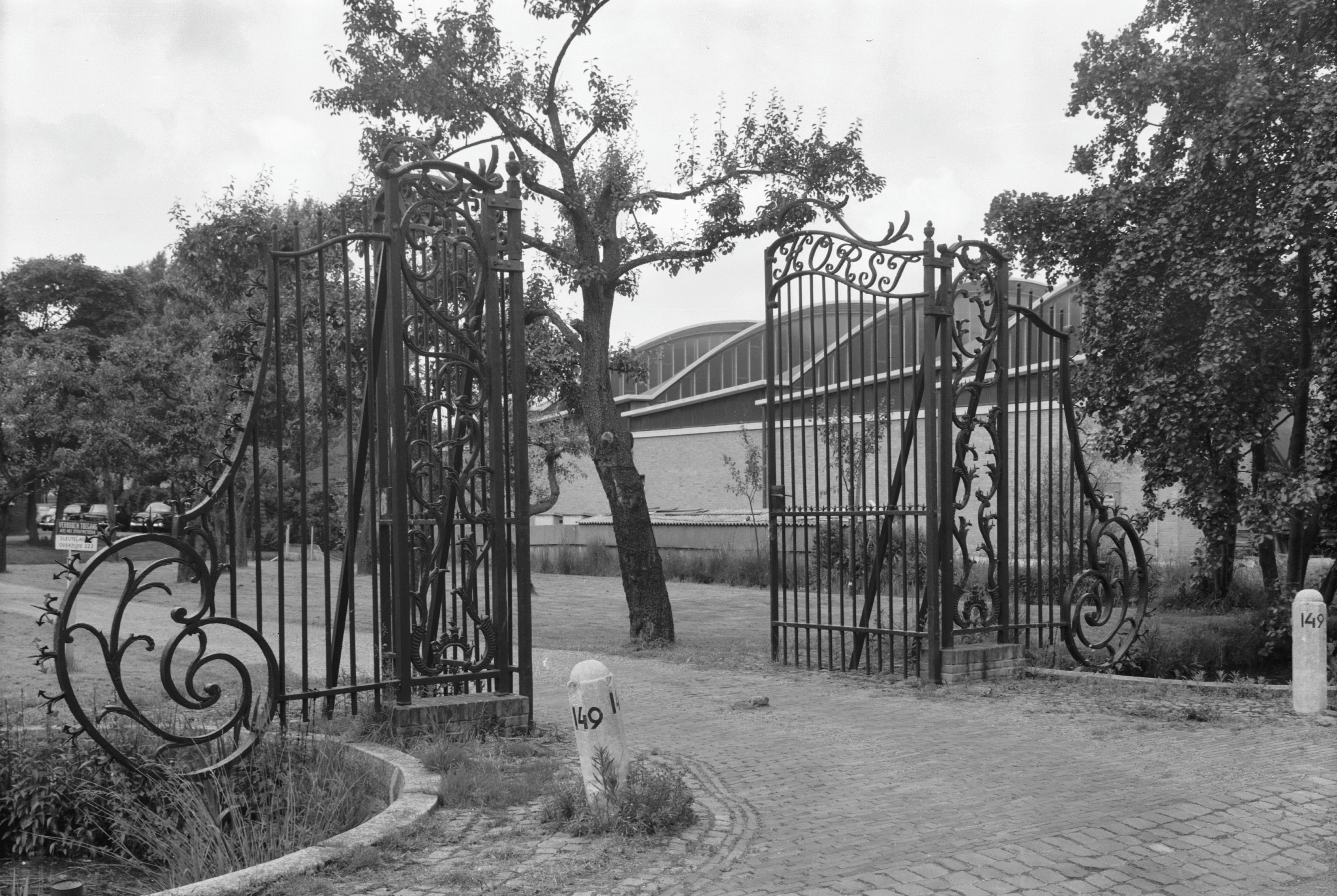
1963: Het achttiende-eeuwse toegangshek

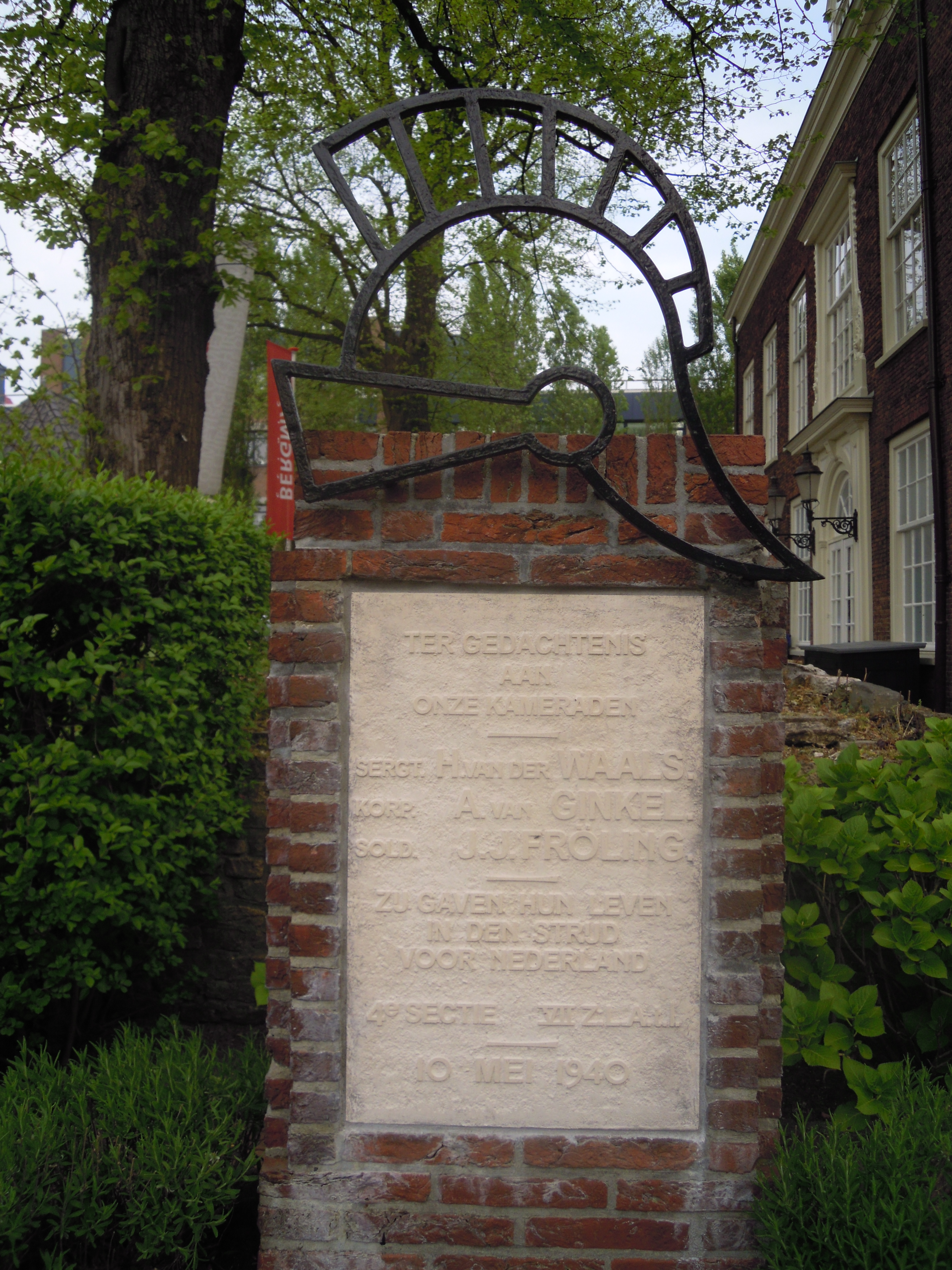
Detail van het oorlogsmonument in de achtertuin van het kasteel.

In 1907 kwam ten gevolge van een grenscorrectie het voorheen op Voorburgs grondgebied gelegen kasteel op Haags grondgebied te liggen.
In 1928 kocht de gemeente Den Haag het vervallen kasteel zonder de bijbehorende gronden. Er was een uitspanning met een theetuin. Enkele ruimtes werden gehuurd door Bertus Smit, die hier, naar voorbeeld van de Duitse NSDAP, de Nationaal-Socialistische Nederlandse Arbeiderspartij (NSNAP, in de volksmond de "Binckhorstpartij" genoemd) oprichtte. Deze viel al binnen een jaar uit elkaar en de restanten werden in 1941 ingelijfd bij de NSB.
De gemeente Den Haag begon in 1935 met een grondige restauratie onder leiding van stadsarchitect H.H. van Zeggeren. De muren bleken ernstig aangetast te zijn, ramen en schoorstenen verzakt en van een fundering bleek nauwelijks sprake. Er werd daarom een dubbele, twee meter diepe ringfundering van beton aangebracht, waarna de tussenruimte werd opgevuld met beton. Zo'n 2,5 miljoen bakstenen werden verwijderd en opnieuw opgemetseld, deels aangevuld met stenen van afgebroken bijgebouwen. De eikenhouten trappen, deuren, lambriseringen en leuningen werden opnieuw aangebracht, naar ontwerpen van stadsarchitect Van Zeggeren. Om het kasteel beter bruikbaar te maken werden elektrische verlichting, centrale verwarming, water- en rioleringsleidingen aangelegd. De inwendige indeling werd deels gewijzigd. De tuinen bleven echter ongemoeid.

#### Toegangshek
In 1938 werd bij het kasteel een rijk versierd midden-achttiende-eeuws ijzeren toegangshek geplaatst, dat afkomstig was van de voormalige buitenplaats Dijkerwaal in 's-Gravenzande. Na de afbraak van de buitenplaats in 's-Gravenzande, had het voormalige toegangshek 82 jaar langs de Naaldwijkseweg gestaan en het was in slechte staat geraakt. Na een strijd over de eigendomsrechten, waarbij het Openluchtmuseum in Arnhem tevergeefs probeerde het aan te kopen, besloot de Monumentencommissie van Zuid-Holland in te grijpen. Daarop werd het samen met de gemeente Den Haag aangekocht voor kasteel De Bickhorst. Het toegangshek in Lodewijk XV-stijl droeg oorspronkelijk de naam 'Dijker Waal', welk bij de restauratie werd vervangen door 'Bick Horst'. Bij de restauratie werden enkele versieringen voorgoed verwijderd. Het gaat om de kuiven boven de dubbele hekstijlen en het bekroningsstuk boven de draaihekken dat werd vereenvoudigd.

#### Tweede Wereldoorlog
Tijdens de mobilisatie van 1939 werd het kasteel door het Nederlandse leger gevorderd en werd daar de VIIde Zoeklichtenafdeling ondergebracht. Tijdens de meidagen van 1940 boden drie vrijwilligers zich aan om de bemanning van de zoeklichtenpost bij vliegveld Ypenburg te bevoorraden. Bij villa Dorrepaal bij Voorburg kwamen ze op 10 mei in gevecht met Duitsers. Hun wagen raakte te water en de drie vrijwilligers verdronken. Op 11 mei werd de villa onder leiding van luitenant George Maduro heroverd en kon de wagen gelicht worden. Ter nagedachtenis aan sergeant H. van der Waals, korporaal A. van Ginkel en soldaat J.J. Fröling werd op 14 augustus 1940 een monument in de kasteeltuin onthuld door sergeant Hugo van Lennep. Op 4 mei vindt daar jaarlijks een herdenking plaats. Na het bombardement van Rotterdam werden hier vluchtelingen uit Rotterdam opgevangen, en in 1942 werd het een weeshuis voor jongens. Zij bleven tot eind jaren vijftig in het kasteel.

#### Vakopleiding Bouwbedrijf
In 1958 sloot de gemeente Den Haag een huurovereenkomst met de Stichting Vakopleiding Bouwbedrijf. In 1969 kreeg deze stichting toestemming om een gebouw voor het kasteel neer te zetten om extra kantoorruimte te verkrijgen. Hierdoor was het kasteel vanaf de openbare weg bijna niet meer te zien. In hetzelfde jaar besloot de gemeente Den Haag het kasteel en de grond aan de stichting te verkopen. De Stichting Vakopleiding Bouwbedrijf is tot in de jaren 90 eigenaar en gebruiker van kasteel De Binckhorst geweest.In 1993 kocht de Oegstgeester projectontwikkelaar Menno Smitsloo het kasteel en het kantoorgebouw dat ervoor ligt. Na een grondige verbouwing huurde een privékliniek voor plastische chirurgie het kasteel. In 2010 sloot de kliniek opnieuw een tienjarig huurcontract af met de Smitsloo Groep. Bij de transformatie van de Binckhorst zijn de kantoren afgebroken; sindsdien is het kasteel weer goed te zien.Anno 2022 is er een kinderdagverblijf gevestigd. In 2023-2024 worden hoge appartementengebouwen gerealiseerd, zodat het kasteel wederom uit enkele richtingen aan het oog te wordt onttrokken.

## Galerij

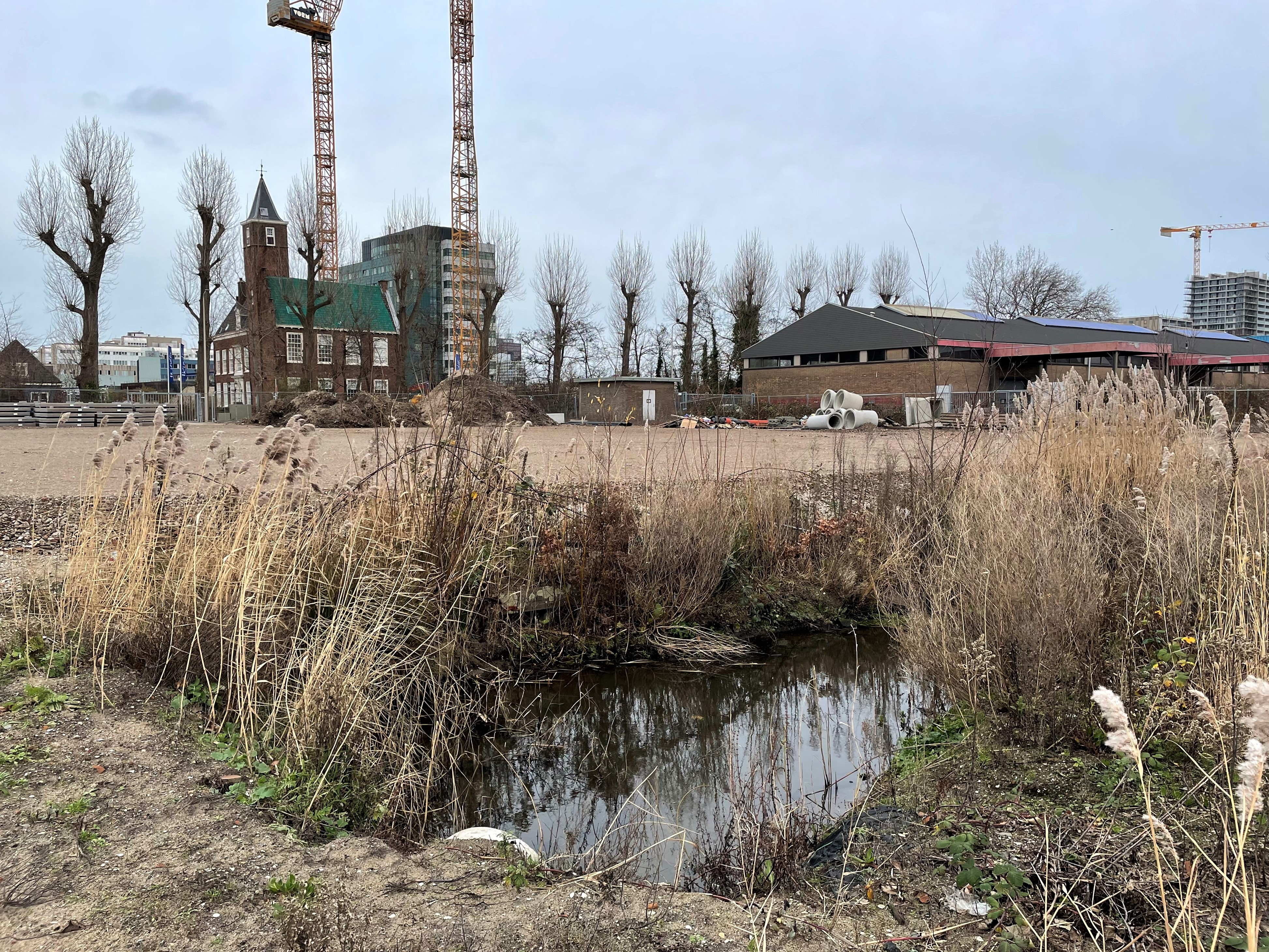
Situatie in januari 2023
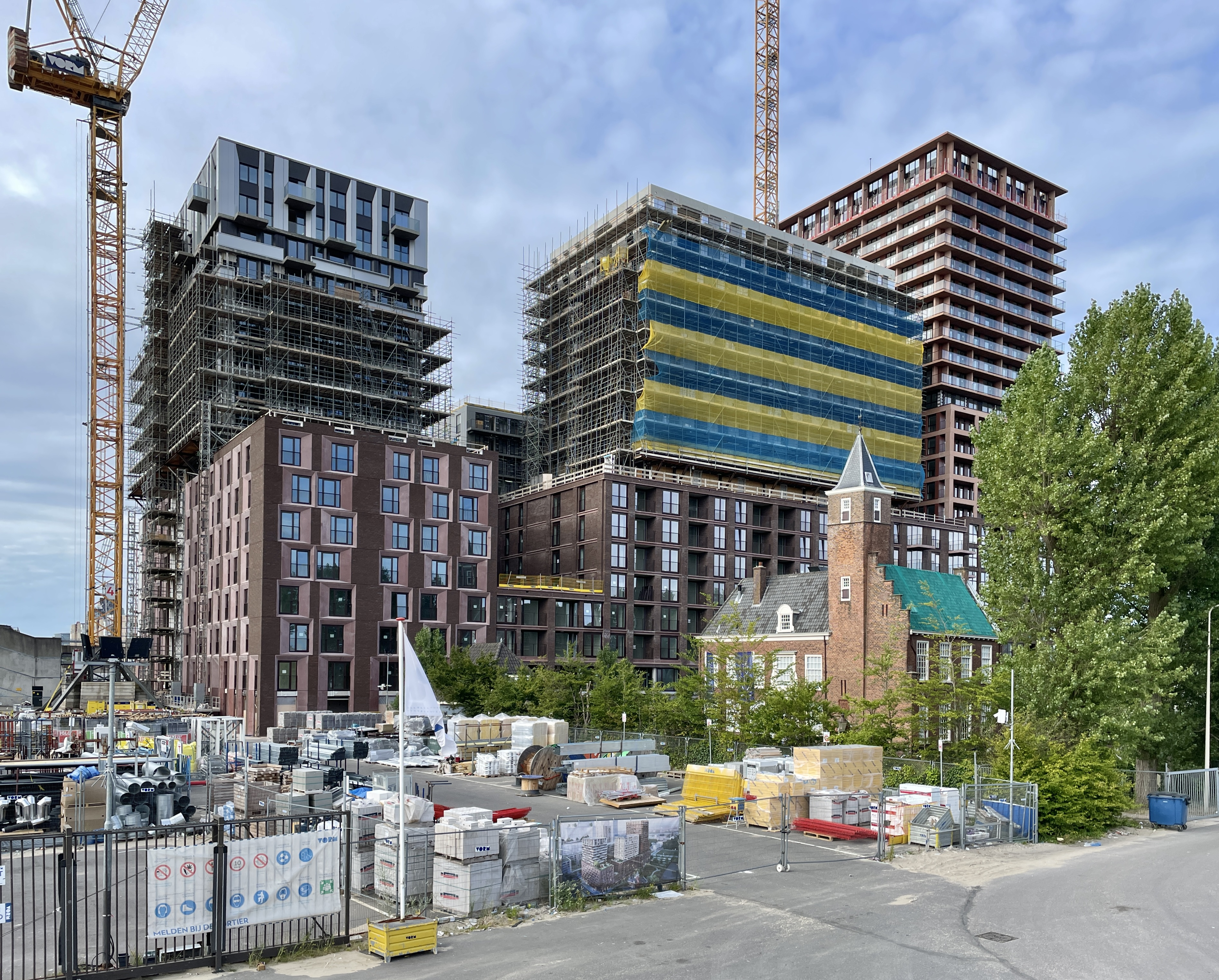
Situatie in augustus 2024